# Тагизаде, Таир Тофиг оглы
Тагизаде, Таир Тофиг оглы (азерб. Tahir Tofiq oğlu Tağızadə; род. 11 августа 1967, Горький) — азербайджанский дипломат. Посол Азербайджана в Венгрии.

## Биография
Родился 11 августа 1967 года в г. Горький. В 1989 году окончил Московский государственный институт международных отношений CCCP (МГИМО МИД СССР). 
С 1989 по 1990 год проходил практику в МИД СССР.
С 1990 по 1995 год — секретарь-архивариус, атташе. 3-й секретарь консульства СССР/России в Брно, Чехия.
С 1996 по 1997 год — 2-й секретарь департамента Европы, США и Канады МИД Азербайджана.
С 1997 по 2004 год — 2-й, 1-й секретарь, советник посольства Азербайджана в США.
С 2005 по 2007 год — директор департамента прессы и информационной политики МИД Азербайджана.
Посол Азербайджана в Чехии (22 февраля 2007 — 9 июля 2014).
Посол Азербайджана в Великобритании и Северной Ирландии (9 июля 2014 — 23 июля 2021). По совместительству являлся послом Азербайджана в Ирландской Республике, Исландии и Дании.
Посол Азербайджана в Венгрии (с 23 июля 2021).
Владеет русским, английским, чешским, турецким, словацким языками.

## Награды
- Орден «За службу Отечеству» III степени (9 июля 2019 года) — за плодотворную деятельность в органах дипломатической службы Азербайджанской Республики[8].
- Памятная медаль «Карел Крамарж» (2009 год, Чехия)[9].